# شيرة جين
شيرة جين هي قرية في مقاطعة سراب، إيران. عدد سكان هذه القرية هو 1,304 في سنة 2006.